# Wiekau
Die Wiekau ist ein mit Wochenendhäusern bebautes Waldgebiet auf dem Territorium der Stadt Wildeshausen (Verwaltungseinheit Stadt III) im niedersächsischen Landkreis Oldenburg und stellt keine eigene administrative Einheit innerhalb der Stadt Wildeshausen dar. Die vorhandene Infrastruktur beschränkt sich im Wesentlichen auf sechs Schotterwege. Beleuchtung und Kanalisation fehlen.

## Geografie
Die Wiekau liegt etwa 4 km nordwestlich des Wildeshauser Stadtzentrums zwischen der nördlich verlaufenden Hunte und der Kreisstraße K 242 im Südwesten. In dem durch wenige Wege erschlossenen Gebiet befinden sich etwa 200 Wochenendhäuser. 
Nordwestlich der Wiekau liegt das 15,9 ha große Naturschutzgebiet Glaner Heide mit der Glaner Braut, einem neolithischen Ensemble von vier Megalithanlagen aus der Jungsteinzeit. Südwestlich befindet sich der von der Kreisstraße 242, der Bundesautobahn 1 und der Hunte begrenzte Golfplatz Wildeshausen.
Östlich der Wiekau mündet die Brookbäke in die Hunte.